# Hypandrium internum
Hypandrium internum – element narządów genitalnych u samców sieciarek, wielbłądek i wielkoskrzydłych.
Hypandrium internum ma postać trójzębnego sklerytu umieszczonego na gonoporze. 
U mrówkolwowatych wchodzi w skład kompleksu ejakulacyjnego (ang. ejaculatory complex). Tworzy "apodemę ejakulacyjną" (ang. ejaculatory apodeme) do której przyczepione są silne mięśnie h-h, odpowiedzialne za pompowanie nasienia do podzespołu edeagusa (aedeagal subcomplex). Brak natomiast na tej apodemie mięśni połączonych z innymi sklerytami.
U Myrmecaerulus trigrammus i Creoleon plumbeus płytka ta jest sierpowata, błoniasta, a przy preparowaniu w świeżym alkoholu ma lekko rudy kolor.
Możliwe że występowanie tej struktury jest cechą autapomorficzną Neuropterida.